# Cu (kana)
A hiragana つ, katakana ツ, Hepburn-átírással: tsu, magyaros átírással: cu japán kana. A hiragana és a katakana is a 川 kandzsiból származik. A godzsúonban (a kanák sorrendje, kb. „ábécérend”) a 18. helyen áll. A つ Unicode kódja U+3064, a ツ kódja U+30C4. A dakutennel módosított alakok (hiragana づ, katakana ヅ) átírása zu, kiejtése [zu], azonban ezek az alakok meglehetősen ritkák a japán nyelvben, főképp idegen szavak átírásakor fordulnak elő, a zu szótag írására a ず kanát használják inkább.
A kana kisebb változata (っ/ッ) a szokuon, mely a kettőzött mássalhangzók jelölésére szolgál. 
A mosolygó arcra hasonlító cu katakana népszerű hangulatjellé vált nyugaton, a vállvonogató ¯\_(ツ)_/¯ emotikon részeként.
|            | Hepburn és magyaros | Hiragana (Unicode) | Katakana    |
| ---------- | ------------------- | ------------------ | ----------- |
| Alapalak   | tsu cu              | つ (U+3064)        | ツ (U+30C4) |
| Dakutennel | zu                  | づ (U+3065)        | ヅ (U+30C5) |

## Vonássorrend
|  |  |
|  |  |